# Amata quadrimacula
Amata quadrimacula är en fjärilsart som beskrevs av Krüger 1919. Amata quadrimacula ingår i släktet Amata och familjen björnspinnare. Inga underarter finns listade i Catalogue of Life.